# Arrondissement de Chivasso
L'arrondissement de Chivasso est un ancien arrondissement du département de la Doire, créé dans le cadre de la nouvelle organisation administrative mise en place par Napoléon Ier en Italie et supprimé immédiatement après la chute de l'Empire.

## Composition
L'arrondissement de Chivasso comprenait les cantons de Caluso, Chivasso, Rivarolo Canavese, Rivara, San Benigno Canavese et Saint-Georges.